# جواكيم كونسيساو
جواكيم كونسيساو (8 أبريل 1942 بالبرتغال - ) هو لاعب كرة قدم برتغالي في مركز الدفاع. شارك مع منتخب البرتغال لكرة القدم. أما مع النوادي، فقد لعب مع نادي فيتوريا سيتوبال.

## وصلات خارجية
- جواكيم كونسيساو على موقع قاعدة بيانات كرة القدم.إي يو (الإنجليزية)
- جواكيم كونسيساو على موقع عالم كرة القدم.نت (الإنجليزية)